# Johann Heinrich (Görz)

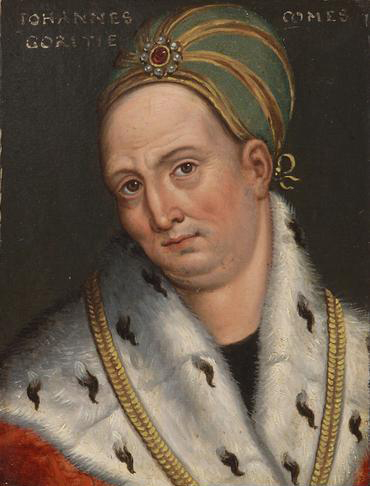
Johann Heinrich auf einem Miniaturporträt des flämischen Malers Antoni Boys, Papier auf Holz (zwischen 1579 und 1587)

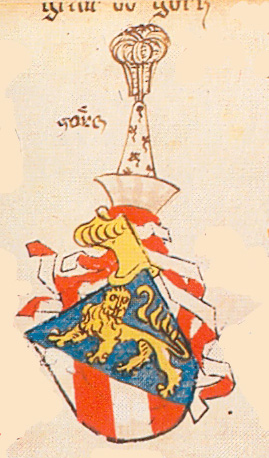
Wappen der Albertiner Linie, Grafen von Görz, im Ingeram-Codex, 1459

Johann Heinrich, Graf von Görz  (* 1322/1323; † 17. März 1338) war ein mittelalterlicher Graf von Görz, entstammend dem Haus der meinhardinischen Fürsten.
Der einzige Sohn Graf Heinrichs II. und der Beatrix von Niederbayern (1306–1330), Tochter von Herzog Stephan I. trat im Jahre 1323 sein väterliches Erbe in Görz an. Johann IV. Heinrich folgte unter der Vormundschaft seiner Mutter und seines Onkels in allen Titeln und Ämtern, konnte aber wegen seines früh erfolgten Todes nie selbständig regieren.
Verheiratet war er mit Anna von Österreich, Tochter des römisch-deutschen Gegenkönigs Königs Friedrich I., dem Schönen. Friedrich war über seine Mutter Elisabeth von Kärnten, Görz und Tirol, einer Großcousine Johann Heinrichs, mit den Meinhardinern verwandt. Da diese Ehe ohne Nachkommen blieb, traten die Söhne seines Onkels Albert II., nämlich Albert III., Heinrich V. sowie Meinhard VI., Johann Heinrichs Erbe an. Das Grabmal Graf Johann Meinhards IV. liegt in der Pfarrkirche in Rosazzo in Udine.